# CultureStudioTokyo
株式会社CultureStudioTokyo（カルチュアスタジオトーキョー）は、インターネットサービス事業などを運営する東京都港区のIT関連企業。過去には、旅行・おでかけ・観光のまとめアプリの「RETRIP」運営する株式会社RETRIP、飲食店・ホテル・レジャー施設向けインフルエンサープラットフォーム「BUZMA（バズマ）」を運営する株式会社BUZMAをグループ傘下に持っていた。

## グループミッション・ビジョン

### Mission（ミッション）
Creating Opportunities to Make a Happy Life
人々が幸福な人生を歩むための機会創造に寄与し続ける

### Vision（ビジョン）
Creating Cultures with Technologies
多様なテクノロジーを用いて、人々の行動様式や社会構造に変革をもたらす新たなプロダクトを創造する

## 沿革
- 2010年
  - 3月 創業者の田中勝基が当社の前身企業を設立[4]
  - 3月 デジタルソリューション事業を開始
- 2015年
  - 11月 当社設立。代表取締役CEOに田中勝基が就任
  - 11月 インターネットメディア事業を開始
- 2020年
  - 10月 子会社にて株式会社trippieceの発行済株式の84.6%を取得し子会社化[5]

- 2022年
  - 9月 子会社及び株式会社trippiece（同年12月に株式会社RETRIPに商号変更）の発行済み株式の64.3%を株式会社くふうカンパニーに売却[6][7]
- 2024年
  - 2月 新設子会社の株式会社BUZMAにて、BUZMA事業を株式会社くふうカンパニーから買収[8]。
  - 9月 保有する株式会社RETRIPの残株式全てを株式会社くふうカンパニーに売却[9]
- 2025年
  - 3月 株式会社BUZMAの発行済全株式を、LINEヤフーグループのバリューコマース株式会社に売却[10][11]

## 過去に保有していたグループ会社
- 株式会社RETRIP（リトリップ） 旅行・おでかけ・観光のまとめアプリ「RETRIP」を運営。
- 株式会社BUZMA（バズマ）飲食店・ホテル・レジャー施設向けインフルエンサープラットフォーム「BUZMA（バズマ）」を運営